# Tangdzsong állomás
Tangdzsong (Dangjeong) állomás a szöuli metró 1-es vonalának állomása Kjonggi (Gyeonggi) tartomány Kunpho (Gunpo) városában.

## Viszonylatok
| 1-es vonal                              | 1-es vonal                              | 1-es vonal                                                           |
| --------------------------------------- | --------------------------------------- | -------------------------------------------------------------------- |
| Kunpho (Gunpo) Szojoszan (Soyosan) felé | Kjongbu (Gyeongbu) szakasz személyvonat | Ivang (Uiwang) Szodongthan (Seodongtan) és Sincshang (Sinchang) felé |
| Korail                                  |                                         |                                                                      |
| Kunpho (Gunpo) Szöul felé               | Kjongbu (Gyeongbu) vonal                | Ivang (Uiwang) Puszan (Busan) felé                                   |